# Ctenus sinuatipes
Ctenus sinuatipes là một loài nhện trong họ Ctenidae.
Loài này thuộc chi Ctenus. Ctenus sinuatipes được Frederick Octavius Pickard-Cambridge miêu tả năm 1897.